# Papasidero
Papasidero község (comune) Olaszország Calabria régiójában, Cosenza megyében.

## Fekvése
A megye északnyugati részén fekszik. Határai: Aieta, Laino Castello, Mormanno, Orsomarso, Praia a Mare és Santa Domenica Talao.

## Története
A település alapítására vonatkozóan nincsenek adatok. Valószínűleg a 9-10. században alapították baziliánus szerzetesek. A 19. század elején, amikor a Nápolyi Királyságban felszámolták a feudalizmust Mormanno része lett, majd hamarosan elnyerte önállóságát.

## Népessége
A népesség számának alakulása:

## Főbb látnivalói
- San Francesco di Paola-templom
- San Costantino-templom
- Santa Sofia-kápolna
- Madonna del Carmine-kápolna